# Method
Method (메소드?) è un film sud coreano del 2017 diretto e sceneggiato da Bang Eun Jin. L'opera viene pubblicata in anteprima il 13 ottobre 2017 al Busan International Film Festival per poi essere distribuita nelle sale sud coreane il 2 novembre 2017.

## Trama
Viene allestito uno spettacolo teatrale chiamato "Unchain" su un amore omosessuale a tinte crude e vengono ingaggiati per interpretare i due protagonisti Jae-ha (attore navigato) e Young-woo (idol giapponese). Sebbene i due all'inizio hanno dei rapporti contrastanti (a causa del menefreghismo di Young-woo per il ruolo da lui interpretato) man mano che si avvicina il giorno dello spettacolo i loro personaggi si fondono ai loro io reali portandoli a intraprendere una relazione (anche se non è chiaro fino a dove arrivi la responsabilità dei loro personaggi e quanto la loro relazione possa essere reale).

## Personaggi

### Principali
- Jae-ha, interpretato da Park Sung-woong
È un attore navigato fidanzato con Hee-won. Dimostra di essere estremamente interessato al suo lavoro e d'immergersi anche nella vita reale nei ruoli che interpreta.
- Young-woo, interpretato da Yoon Seung-ah 
È un idol molto giovane. Sebbene inizialmente è molto svogliato nell'intraprendere la carriera attoriale grazie a Jae-ha riesce ad apprezzarla.
- Hee-won, interpretata da Oh Seung-hoon
È la moglie di Jae-ha e lavora come artista (scultrice e pittrice).

### Secondari
- Won-Ho, interpretato da Ryu Tae-ho
- Manager di Yeong-Woo, interpretato da Kim Beom-jun as
- Direttore della gestione, interpretato da Lee-Min Woong
- Assistente del direttore, interpretata da Gi Do-yeong
- Fotografo, interpretato da Kang Jin-joo
- Direttore di scena, interpretato da Kim Yeong-bin
- Amico di Hee-won, interpretato da Jo Soo-jeong
- Junior di Hee-won, interpretata da Cha Se-young
- Secondo assistente del direttore, interpretato da Park Sang-hoon

### Guest star
- Radio DJ, interpretata Kim Hyun-joo
- Lee Dal-hyung (cameo)

## Accoglienza

### Incassi
Il film ha incassato complessivamente 511 350 dollari americani.

### Critica
Pierce Conran di Screen Anarchy ha definito il film come il "lavoro meno impressionante del regista" mentre "arranca su temi scarsamente delineati e stanchi ". Conran ha anche sottolineato che il fatto che Method sia un film "queer" è "quasi irrilevante, in quanto sembra un trucco economico per aggiungere qualcosa a una narrazione di amore proibita".

## Riconoscimenti
- Buil Film Awards – 2018
  - Candidatura – Miglior attore esordiente (Seung-Hoon Oh)
- Chunsa Film Art Awards – 2018
  - Vinto – Miglior attore esordiente (Seung-Hoon Oh)
- Grand Bell Awards, Corea del Sud – 2018
  - Candidatura – Miglior attore esordiente (Seung-Hoon Oh)